# De Iniusta Vexacione Willelmi Episcopi Primi

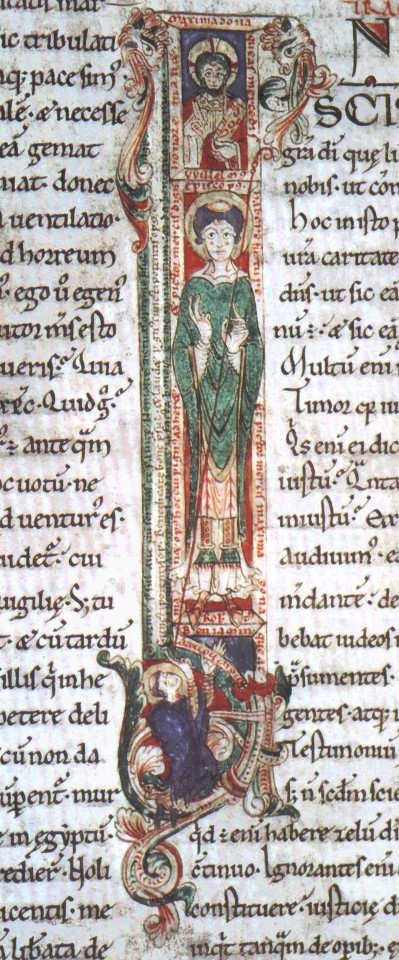
William de St-Calais dibujado en una copia iluminada del del comentario de San Agustín en el salterio. St-Calais es la figura central y el escribano del manuscrito se ubica a sus pies.

De Iniusta Vexacione Willelmi Episcopi Primi o Of the Unjust Persecution of the Bishop William I —que en español significa: De la injusta persecución del obispo Guillermo I—, a veces también traducido como The Unjust Harassment of the First Bishop William, es una obra histórica de finales del siglo XI que detalla el juicio del monje medieval normando Guillermo de Saint-Calais, obispo de Durham de 1081 a 1096. Es el primer relato detallado de un juicio inglés ante el rey que aún sobrevive y, como tal, es una fuente importante para los historiadores. 
Consta de tres secciones, una introducción, una sección central que detalla propiamente el juicio y una conclusión. La introducción y la conclusión resumen la carrera de Saint-Calais antes y después del juicio. La mayoría de los historiadores lo consideran un registro contemporáneo del juicio a pesar de que la autenticidad del informe principal ha sido cuestionada. La obra, contenida en seis manuscritos, se imprimió por primera vez en 1655.

## Antecedentes
El juicio que se detalla en los manuscritos tuvo lugar en Salisbury en noviembre de 1088 y se relaciona con ciertas acciones ambiguas que Saint-Calais llevó a cabo durante la revuelta contra el rey Guillermo II de Inglaterra, que tuvo lugar previamente ese mismo año. De Iniusta es una de las fuentes primarias que dan cuenta de la primera parte del reinado de Guillermo II y es posible que se compilara de notas que tomaron los subordinados del obispo y que después se reunieron en un tratado diseñado con la intención de presentar el caso desde una óptica más favorecedora para Saint-Calais. Probablemente lo crearon durante los años 1090, cuando el obispo regresó del exilio que recibió como sentencia en el juicio y trató de recuperar el favor del rey Guillermo. Este trabajo es el informe contemporáneo más antiguo de un juicio de estado en Inglaterra, como tal es una fuente importante para conocer como funcionaba la corte del rey o curia regis al tratar casos legales.

## El juicio
De Iniusta afirma que Saint-Calais fue llevado a Salisbury para ser juzgado ante el rey y la corte real el 2 de noviembre de 1088. Además, el monarca le confiscó sus tierras antes del juicio. Durante el proceso, Saint-Calais sostuvo que como obispo no podían juzgarlo en un tribunal secular y se negó a responder a las acusaciones. Lanfranco, arzobispo de Canterbury, que presentó el caso del rey, declaró que las tierras confiscadas se le habían otorgado como feudos, de esa forma, a Saint-Calais podían juzgarlo como vasallo y no como obispo. Saint-Calais se opuso y siguió negándose a responder a las acusaciones. Después de numerosas conferencias y debates, el tribunal ratificó que Saint-Calais podía ser juzgado como un vasallo en una corte feudal. Entonces el obispo apeló a Roma, pero el rey y los jueces rechazaron su petición. Los que juzgaban el caso afirmaron que Saint-Calais perdió el derecho a su feudo porque nunca respondió a la acusación formal y también porque hizo un llamamiento a Roma.
Durante el transcurso del juicio, se dice que Lanfranc manifestó a Saint-Calais que: «[El tribunal está] tratándole no en su capacidad como obispo, pero sí en relación a su feudo; de esta manera juzgamos al obispo de Bayeux en relación con su feudo ante el padre del rey actual y el rey no le convocó a declarar como obispo, sino como hermano y conde». A diferencia del caso de Tomás Becket, Saint-Calais recibió poca solidaridad de parte de sus compañeros obispos. Parece que la mayoría de los obispos y barones que juzgaron el caso sintieron que Saint-Calais apeló a Roma con la intención de evitar responder a una acusación que sabía que era cierta. La sentencia definitiva sólo se alcanzó después de que el rey perdió los estribos y exclamó: «Créame obispo, no va volver a Durham y sus hombres no van a permanecer en Durham y no va a ser libre hasta que libere el castillo».

## Contenido y autenticidad
De Iniusta es realmente un trabajo compuesto. El registro del juicio propiamente dicho, a menudo denominado Libellus, es la parte central de la obra y es probablemente la versión original. Al Libellus se añadió una introducción que resume la carrera de Saint-Calais antes del juicio y una conclusión que relata la vida del obispo después del juicio. La introducción y la conclusión son a menudo denominados la Vita.
En 1951, el historiador H. S. Offler afirmó que el Libellus no era un registro contemporáneo del juicio, en cambio lo fechó en el segundo cuarto del siglo XII y aseguró que lo crearon en Durham. Académicos más recientes, como W. M. Aird, Frank Barlow y Emma Mason, concluyeron que el trabajo es de hecho un registro contemporáneo del juicio. Barlow se mostró convencido de la autenticidad y para sus conclusiones se basó en el nivel de detalle y en el hecho de que la obra parece desconocer los eventos sucedidos fuera de la corte y aclaró que las preocupaciones de Offler pueden explicarse por la fecha final de todos los manuscritos, que tiene varios errores de los escribas.
Una de las razones por las que se ha cuestionado la autenticidad de la obra es porque afirma que Saint-Calais era experto en derecho canónico. Offler dudaba que el derecho canónico tuviera presencia en Inglaterra en 1088. Sin embargo, el historiador Mark Philpott afirmó que Saint-Calais sí era conocedor del tema, ya que poseía una copia de una obra que es uno de los fundamentos del derecho canónico medieval, las Falsas decretales. El manuscrito del obispo de las Decretales todavía sobrevive.
Los historiadores están de acuerdo en que la introducción y la conclusión fueron agregados por un autor diferente al del Libellus. Su identidad, no obstante, sigue abierta a debate. El historiador C. W. David creía que podían estar relacionadas con el trabajo del cronista Simeón de Durham, lo que hacía admisible la teoría de que su creación fue en algún momento entre 1109 y 1129. David también pensaba que la Vita fue utilizada en un trabajo posterior de Simeón, la Historia Regum. Offler, sin embargo, consideró que aunque Simeón conocía el Libellus, no había pruebas de que utilizara la Vita, lo que deja incierta la autoría.

## Manuscritos y ediciones impresas
Entre los manuscritos, De Iniusta normalmente aparece junto a Historiae Ecclesiae Dunelmensis de Simeón de Durham. Existen al menos seis manuscritos de De Iniusta, los más antiguos, que están en la colección Bodleiana MS Fairfax 6, probablemente datan de alrededor de 1375. Los otros están en Bodleiana MS Laud Misc. 700 folios 66–74v, Hales MS 114 folios 63–75v (aunque a estos les falta la introducción y parte de la conclusión), Cotton MS Claudius D IV folios 48/54 (falta asimismo la introducción y parte de la conclusión), Harleian MS 4843 folios 224–231 y en la Biblioteca del obispo Cosin en Durham MS V ii 6 folio 88–98.
La primera edición impresa de De Iniusta apareció en el primer volumen de Monasticon Anglicanum de William Dugdale publicado en 1655. También se publicó como parte de las obras completas de Simeón de Durham, editado por Thomas Arnold en dos volúmenes de la Rolls Series publicado entre 1882–1885. Una traducción de la obra apareció en The Church Historians of England de Joseph Stevenson, publicada entre 1853 y 1858; específicamente en el volumen iii, parte ii. Una traducción más reciente apareció en la serie English Historical Documents volumen ii.